# Dirty Princess
Dirty Princess – hiszpańska trzyosobowa grupa muzyczna
Założycielem Dirty Princess jest Big Toxic, hiszpański didżej, producent, kompozytor muzyki do alternatywnych spektakli teatralnych. Do grupy należą też Nikky Schiller – artystka wideo oraz Yasmin – performerka. Grają połączenie electro, punka i disco. Wykorzystują wizualizacje. Niektóre z nich można zobaczyć w muzeach i galeriach na całym świecie. Hiszpańskie radio państwowe uznało ich za najlepszą kapelę grającą na żywo.
Utwory
1. Jugar al Reves
2. Going Going
3. Dios
4. Meskaylina